# Rydel Lynch
Rydel Mary Funk Lynch (Littleton, 9 agosto 1993) è una cantante, musicista e youtuber statunitense.
Nota per aver fatto parte della band R5.

## Biografia
Rydel è nata il 9 agosto 1993 in Littleton, Colorado, da Mark e Stormie Lynch. È la secondogenita e unica femmina di cinque fratelli.
Derek e Julianne Hough sono suoi cugini di secondo grado. Ha imparato a suonare la tastiera in tenera età, oltre alla danza, sua altra passione, che ha iniziato ad insegnare nel 2010.

## Carriera
Ha iniziato a recitare nel 2008 comparendo in Sunday School Musical. Nel 2009 appare in School Gyrls. Compare in diversi film, spot pubblicitari e serie televisive come Violetta nel 2015.
Dal 2009 al 2018 fa parte della band R5 insieme ai suoi fratelli Ross, Riker, Rocky, e il loro amico Ellington Ratliff. Nel 2018 i suoi due fratelli Ross e Rocky decidono di creare la band The Driver Era, che Rydel supporterà in tour da corista e pianista.
Ad oggi è conosciuta in particolare per il suo canale YouTube che conta circa 500.000 iscritti, e per il suo profilo Tik Tok, che conta oltre 2 milioni di followers.

## Vita privata
Dal 2013 al 2018 ha avuto una relazione con Ellington Ratliff.
Nel 2019 inizia a frequentare lo youtuber Capron Funk. Il 12 settembre 2020 si sposano. Nell'ottobre dello stesso anno la coppia annuncia di aspettare il loro primo bambino, Super Capron Funk, nato l'11 aprile 2021. Il 4 agosto 2022 nasce la seconda figlia Sweetie Mary Funk.L’8 settembre 2023 nasce il terzo figlio Storm Rocky Ross Funk. Il 27 gennaio 2025 dà alla luce la quarta figlia, Sugar Lover Funk. 

## Filmografia

### Televisione
- Sunday School Musical (2008)
- School Gyrls (2011)
- A Day as Holly's Kids (2011)
- A passo di danza - serie TV (2012)
- Violetta - serial TV, 03x70 (2015)